# Nosferatu (film, 2024)
Nosferatu är en amerikansk skräckfilm från 2024 i regi av Robert Eggers, som även har skrivit filmens manus. Filmen är en nyinspelning av den tyska stumfilmen med samma namn, som hade biopremiär år 1922. Filmens manliga huvudroll spelas av Bill Skarsgård och den kvinnliga spelas av Lily-Rose Depp.
Filmen hade biopremiär i Sverige den 3 januari 2025, utgiven av Universal Pictures.

## Rollista
- Bill Skarsgård – Greve Orlok
- Nicholas Hoult – Thomas Hutter
- Lily-Rose Depp – Ellen Hutter
- Aaron Taylor-Johnson – Friedrich Harding
- Emma Corrin – Anna Harding
- Willem Dafoe – Professor Albin Eberhart von Franz
- Simon McBurney – Herr Knock
- Ralph Ineson – Dr. Wilhelm Sievers